# Carora
Pour les articles ayant des titres homophones, voir Karora.
Carora est le chef-lieu de la municipalité de Torres dans l'État de Lara au Venezuela. Elle est la deuxième plus grande ville de l'État de Lara après la capitale Barquisimeto dont elle est distante de 95 kilomètres. En 2005, sa population s'élève à 105 400 habitants[réf. nécessaire].

## Histoire
Elle a été fondée en 1569 par Juan del Trejo.

## Honneur
L'astéroïde (128166) Carora est nommé en son honneur.